# Épaux-Bézu
Épaux-Bézu ist eine französische Gemeinde  mit 540 Einwohnern (Stand: 1. Januar 2022) im Département Aisne in der Region Hauts-de-France. Sie gehört zum Arrondissement Château-Thierry, zum Kanton Château-Thierry und zum Gemeindeverband Région de Château-Thierry. Die Einwohner werden Palusiens genannt.

## Geografie
Die Gemeinde Épaux-Bézu liegt an der Quelle des Clignon, etwa acht Kilometer nordnordwestlich von Château-Thierry. Umgeben wird Épaux-Bézu von den Nachbargemeinden Bonnesvalyn im Nordwesten und Norden, Grisolles im Norden und Nordosten, Bézu-Saint-Germain im Osten, Château-Thierry im Südosten und Osten, Étrépilly im Süden, Belleau im Südwesten sowie Monthiers im Westen.

## Geschichte
1851 wurden Épaux und Bézu-les-Fèves zur heutigen Gemeinde zusammengeschlossen.

### Bevölkerungsentwicklung
| Jahr                       | 1962 | 1968 | 1975 | 1982 | 1990 | 1999 | 2006 | 2013 | 2021 |
| Einwohner                  | 333  | 316  | 276  | 334  | 433  | 534  | 564  | 576  | 544  |
| Quellen: Cassini und INSEE |      |      |      |      |      |      |      |      |      |

## Sehenswürdigkeiten
- Kirche Saint-Médard aus dem 12. Jahrhundert, Monument historique seit 1922
- Schloss Épaux-Bézu aus dem 19. Jahrhundert

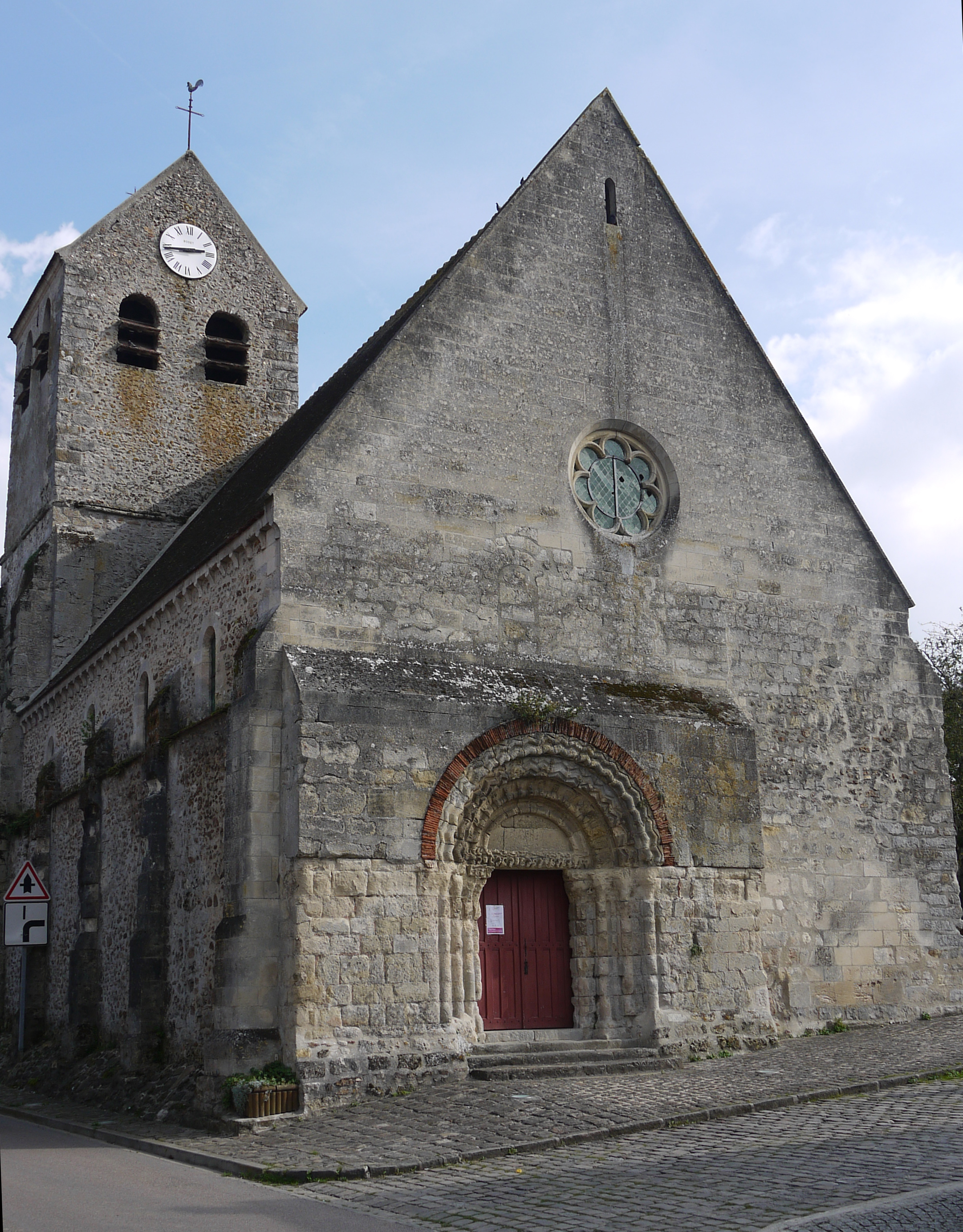
Kirche Saint-Médard

- zwei Wassertürme